# Guatemala en los Juegos Olímpicos de Londres 2012
Guatemala participó en los Juegos Olímpicos de Londres 2012, con una delegación de diecinueve atletas que compitieron en once disciplinas deportivas. El velerista Juan Ignacio Maegli fue el abanderado en la ceremonia de apertura.

## Participación
En la decimocuarta asistencia a la justa olímpica; Guatemala ganó su primera medalla en la historia con el atleta Erick Barrondo, segundo lugar en la prueba de 20 km marcha.

## Medallistas
| Medalla          | Nombre         | Deporte   | Evento       | Fecha       |
| ---------------- | -------------- | --------- | ------------ | ----------- |
| Medalla de plata | Erick Barrondo | Atletismo | 20 km Marcha | 4 de agosto |

## Participantes por deporte
| N.º | Deporte           | Hombres | Mujeres | Total |
| --- | ----------------- | ------- | ------- | ----- |
| 1   | Atletismo         | 3       | 3       | 6     |
| 2   | Bádminton         | 1       | 0       | 1     |
| 3   | Ciclismo          | 1       | 0       | 1     |
| 4   | Gimnasia          | 0       | 1       | 1     |
| 5   | Halterofilia      | 1       | 1       | 2     |
| 6   | Judo              | 1       | 0       | 1     |
| 7   | Natación          | 1       | 0       | 1     |
| 8   | Pentatlón moderno | 1       | 0       | 1     |
| 9   | Taekwondo         | 0       | 1       | 1     |
| 10  | Tiro              | 2       | 0       | 2     |
| 11  | Vela              | 1       | 1       | 2     |
|     | Total             | 12      | 7       | 19    |

## Resumen de resultados
| Deporte           | Atleta                | Evento                                      | Resultado |
| ----------------- | --------------------- | ------------------------------------------- | --- |
| Atletismo         | Erick Barrondo        | Marcha atlética 20 km Marcha atlética 50 km | - 20 km Marcha: Medalla de plata (1:18,57). - 50 km Marcha: Descalificado por acumular tres amonestaciones.                            |
| Atletismo         | Jaime Quiyuch         | Marcha atlética: 50 km                      | - 50 km Marcha: Descalificado por acumular tres amonestaciones.                                                                        |
| Atletismo         | Jamy Franco           | Marcha atlética: 20 km                      | - 20 km Marcha: puesto 31.º de la carrera (1:33:18).                                                                                   |
| Atletismo         | Mayra Herrera         | Marcha atlética 20 km                       | - 20 km Marcha 46.º puesto de la carrera (1:35:33).                                                                                    |
| Atletismo         | Mirna Ortiz           | Marcha atlética 20 km                       | - 20 km Marcha: Descalificada por acumular tres amonestaciones.                                                                        |
| Atletismo         | José Amado García (*) | Maratón                                     | - Maratón: 38.º puesto de la carrera (2:18:23).                                                                                        |
| Bádminton         | Kevin Cordón          | Singles                                     | - Singles Masculino: Vencido en octavos de final, con dos sets ganados y dos perdidos acumuló dos victorias y una derrota.             |
| Ciclismo          | Manuel Rodas          | Ciclismo                                    | - Ciclismo en Ruta No finalizó la competencia.                                                                                         |
| Gimnasia          | Ana Sofía Gómez       | Concurso completo                           | - Concurso Completo: 16.ª en ronda de clasificación (56.132 puntos); - 22ª en clasificación general de concurso completo (54.899).     |
| Halterofilia      | Astrid Camposeco      | Levantamiento de Pesas +75 kg               | - Categoría +75 kg: 11º puesto de la clasificación general (total 208 kg).                                                             |
| Halterofilia      | Christian López       | Levantamiento de Pesas +105 kg              | - Categoría +105 kg: 15º puesto en la clasificación general (total 387 kg).                                                            |
| Judo              | Darrel Castillo       | Judo +100kg                                 | - Categoría +100 kg: Derrotado en ronda de 32.                                                                                         |
| Natación          | Kevin Ávila           | Natación 100 m libres                       | - 100 m Libres: Ronda preliminar: 2º puesto en heat eliminatorio y 38.º en la clasificación general (51,44 s).                         |
| Pentatlón moderno | Andrei Gheorghe       | Pentatlón                                   | - Pentatlón moderno: puesto 31° de la clasificación general (5.368 pts).                                                               |
| Taekwondo         | Elizabeth Zamora      | Taekwondo -49 kg                            | - Categoría -49kg: Vencida en la ronda preliminar.                                                                                     |
| Tiro              | Jean Pierre Brol      | Foso                                        | - Foso Ronda preliminar: 28º puesto en la clasificación general (116 pts).                                                             |
| Tiro              | Sergio Sánchez        | Tiro deportivo 50 m Tiro deportivo 10 m     | - Pistola a 50 m: 36º puesto en la ronda preliminar (533 pts). - Pistola de aire a 10 m: 42.º puesto en la ronda preliminar (565 pts). |
| Vela              | Andrea Aldana         | Láser                                       | - Navegación a Vela: 32º puesto de la clasificación general.                                                                           |
| Vela              | Juan Ignacio Maegli   | Láser                                       | - Navegación a Vela: 9º puesto de la competencia.                                                                                      |

(*) Designado por el Comité Olímpico Guatemalteco entre tres atletas que habían conseguido la «marca B» para clasificar a los Juegos. Los otros eran Alfredo Arévalo y Jeremías Saloj.